# Тіллі та дракон
Тіллі та дракон — американський мультфільм 1995 року.

## Сюжет
Дівчинка Тіллі разом зі своїм чарівним другом, дракончиком Германом, постійно шукає пригод. Їх подорожі в Чорний ліс, боротьба зі злими гномами, підступними відьмами і битва за місто проти сил темряви становлять сюжет цієї казки..